# Municipio de Tighvi
El municipio de Tighvi (en georgiano: თიღვის მუნიციპალიტეტი) es un municipio de iure parte de la región de Baja Iberia de Georgia, aunque de facto se corresponde con el distrito de Znaur de la parcialmente reconocida República de Osetia del Sur. Su centro administrativo es Avnevi.

## Historia
El municipio se estableció en 2006.

## División administrativa
El municipio incluye 1 municipio y 24 aldeas y está dividido en 6 unidades administrativas:
- Unidad administrativa de Ajalsheni: Borsiaani, Teregvani, Kvemo Dzaguina, Nedlati, Jundisubani, Vajtana, Zemo Dzaguina.
- Unidad administrativa de Tigva: Ajalsopeli, Alibari, Balta, Kornisi, Nabakevi, Shindara.
- Unidad administrativa de Okona: Zemo Okona, Mughrisi, Sunisi, Tkyisubani, Kvemo Okona.
- Unidad administrativa de Lopani: Balta, Bzisjevi, Giorgitsminda, Patkineti, Kaleti, Tsnelisi.
- Unidad administrativa de Avnevi: Didmuja, Dzvileti, Gobozaani, Velebi, Zemo Dvani.
- Unidad administrativa de Nuli: Arkneti, Didi Tsijiata.